# Anulocaulis leiosolenus
Espèce
Anulocaulis leiosolenus est une plante de la famille des Nyctaginaceae, originaire du sud-ouest des États-Unis.

## Description morphologique

### Appareil végétatif
Cette plante herbacée possède une tige grêle, ramifiée, qui mesure jusqu'à 1,20 m de hauteur. Les feuilles charnues forment une rosette à la base. De forme presque ronde, elles mesurent jusqu'à 25 cm de largeur et sont couvertes de poils courts et rugueux.
Les tiges présentent de loin en loin des anneaux de cellules glandulaires plus sombres, ce qui est caractéristique du genre Anulocaulis ("tige annelée" en latin).

### Appareil reproducteur
La floraison a lieu entre juin et novembre. Les fleurs, rose pâle ou blanche et rose, mesurent entre 3 et 4 cm de longueur et ont une forme de trompette. Les trois étamines, longues, au filet rose et aux anthères rose-orangé, dépassent de plusieurs centimètres hors du périanthe ; le style rose est encore un peu plus long. Les fleurs s'ouvrent au coucher du soleil.
Les fruits sont des capsules à la surface un peu fripée et au couvercle conique.

## Répartition et habitat
Anulocaulis leiosolenus pousse sur des sols peu humiques contenant du gypse, dans les zones désertiques du sud-ouest américain, notamment dans le sud du Nevada, le centre de l'Arizona et l'ouest du Texas.